# 门斯海姆
门斯海姆是德国巴登-符腾堡州的一个市镇。总面积16.78平方公里，总人口2671人，其中男性1344人，女性1327人（2011年12月31日），人口密度159人/平方公里。